# Oremus
Oremus (latin ”låt oss bedja”) är Stockholms katolska stifts bönbok. Den utkom med sin första upplaga 1909 och den åttonde upplagan utkom 2021.